# セバスティアン・グリースベック
セバスティアン・グリースベック（Sebastian Griesbeck, 1990年10月3日 - ）は、ドイツ・バーデン＝ヴュルテンベルク州ウルム出身のサッカー選手。2. ブンデスリーガ・アイントラハト・ブラウンシュヴァイク所属。ポジションはMF。

## クラブ経歴
2010年にレギオナルリーガ (4部リーグ)のSSVウルム1846と契約し、プロデビュー。2013年までプレーした。
2013年夏に1.FCハイデンハイムに移籍。加入1年目の2013-14シーズンにドリッテリーガ (3部リーグ)で優勝し、ツヴァイテリーガ (2部リーグ)に昇格。以降主力選手に成長し、2019-20シーズンは2部で3位に入り、昇格プレーオフ出場権を獲得。同シーズンブンデスリーガで16位に終わったヴェルダー・ブレーメンとの入れ替え戦に挑むも、ホームでの第2戦でアウェイゴール2失点を許し、合計スコア2-2で終え、念願のブンデスリーガ昇格はならなかった。
入れ替え戦敗退の翌日から、1.FCウニオン・ベルリンが、グリースベックに獲得に乗り出し、2020年7月9日にウニオン・ベルリンと2年契約を締結。プロ10年目にしてブンデスリーガでのプレーが実現することになった。
2021年8月31日、SpVggグロイター・フュルトと2年契約を結んだ。
2023年6月、アイントラハト・ブラウンシュヴァイクに1年契約で移籍した。